# DiNity
DiNity（ディニティー）は、日本の下北沢発の女性アイドルグループ。

## 概要
下北沢を拠点に活動中のダンス&ヴォーカルアイドルユニット。下北沢に専用劇場「SMK劇場」を持ち、定期公演を行っている。
SMK18としてメンバー募集後、＋18（プラスエイティーン）、La☆DoLL（ラドール）とユニット名の変遷を経て現在に至る。
オーディションの審査員には野田義治（サンズエンタテインメント会長）や宇治川まさなり（舞台演出家）、スーパーバイザーとして大洋図書の小出英二会長も参加。
プロデューサーは中山勢王。初期育成スタッフとして、ダンスは西嶋美幸／幸（みゆき）、歌唱指導は李英香、表現演技指導は宇治川まさなりが担当。
DiNityは運命（distiny）・威厳（dignity）・神的・人間から少しずつもじって作られた造語である。
ファンはD'angel,s（ディーエンジェルズ）と呼称される。

## 略歴
- 2012年
  - 10月 オーディションの結果、結成時の中核をなすメンバーが揃う。[2]
- 2013年
  - 1月25日 結成。六本木morph-tokyoにてライブデビュー（La☆DoLL名義）。
  - 7月31日 「ステージのない街角で」でCDデビュー。[3]
  - 12月29日 1stワンマンライブ開催。
- 2014年
  - 6月22日 2ndワンマンライブ開催。
  - 8月17日 任期満了につき、草野亜希子から杉原枝利香にリーダー交代。[4]
- 2015年
  - 1月3日 1月末での活動休止を発表。

## メンバー

### 現在のメンバー
| 名前       | よみ            | 愛称   | 誕生日 | 血液型 | 出身地   | 備考     |
| ---------- | --------------- | ------ | ------ | ------ | -------- | -------- |
| 杉原枝利香 | すぎはら えりか | りンご | 9/16   | AB型   | 神奈川県 | リーダー |

### 卒業メンバー
| 名前             | よみ            | 愛称       | 誕生日 | 血液型 | 出身地   | 備考           |
| ---------------- | --------------- | ---------- | ------ | ------ | -------- | -------------- |
| 宮武真央         | みやたけ まお   |            | 5/3    | AB型   | 兵庫県   | 二代目リーダー |
| 今井瑞           | いまい みずほ   |            |        |        |          | 初代リーダー   |
| 野崎あかり       | のざき あかり   | あかりん   | 7/29   | B型    | 三重県   |                |
| 住永枝理圭       | すみなが えりか | すみちゃん | 3/2    | O型    | 神奈川県 |                |
| 田中まみ         | たなか まみ     | まみたす   | 7/10   | A型    | 神奈川県 |                |
| 最上真衣         | もがみ まい     | まいちぃ   | 1/15   | AB型   | 神奈川県 |                |
| 松井琴乃         | まつい ことの   | ことの     | 11/10  | B型    | 東京都   |                |
| 松村愛永         | まつむら まなえ | まぁこ     | 7/13   | B型    | 神奈川県 |                |
| 草野亜希子       | くさの あきこ   | あっこぷ   | 7/14   | O型    | 大阪府   | 三代目リーダー |
| 青木郁           | あおき かおる   | かぉるん   | 7/23   | AB型   | 千葉県   |                |
| 大野一二三       | おおの ひふみ   | ひーちゃん | 8/15   | A型    | 静岡県   |                |
| 大沼安理沙       | おおぬま ありさ | ぬま       | 8/14   | O型    | 神奈川県 |                |
| 尾崎あすか       | おざき あすか   | あすか     | 3/21   | O型    | 神奈川県 |                |
| 佐藤まゆ（茉優） | さとう まゆ     | さまゆ     | 8/4    | A型    | 神奈川県 |                |
| 佐藤美海         | さとう みなみ   | みなみ     | 4/26   | O型    | 千葉県   |                |
| 志賀南々帆       | しが ななほ     | ななほ     | 11/24  | A型    | 神奈川県 |                |
| 中山まゆ         | なかやま まゆ   | まゆたろ   | 3/4    | B型    | 東京都   |                |

## 作品

### シングル
- 「ステージのない街角で」（2013年7月31日）

1. ステージのない街角で
2. Dance with me
3. 君はひとりなんかじゃない
4. ステージのない街角で（off vocal ver.）
5. Dance with me（off vocal ver.）
6. 君はひとりなんかじゃない（off vocal ver.）

- 「ペパーミントの風」（2014年4月8日）

1. ペパーミントの風
2. Dance with me
3. ペパーミントの風（off vocal ver.）
4. Dance with me（off vocal ver.）

- 「zenbu OK」（2014年5月23日）

1. zenbu OK
2. ステージのない街角で
3. zenbu OK（off vocal ver.）
4. ステージのない街角で（off vocal ver.）

- 「茜色」（2014年7月22日）

1. 茜色
2. 茜色（off vocal ver.）

- 「向日葵バンビーナ」（2014年12月19日）

1. 向日葵バンビーナ
2. ブルーハワイ～君に恋して～

「ステージのない街角で」「ペパーミントの風」「茜色」はミュージックビデオあり。

### DVD
- 『idol ファンタジー 真のアイドルは誰だ!? 頂上決戦!!』（2014年12月　発売：CUCURI）

　　佐藤美海出演のアイドル専門チャンネルPigooの番組をDVD化（DiNityのライブも収録）、参加グループの物販のみで販売。

### イメージビデオ
- あっこぷる♪（2014年5月31日）　草野亜希子

- キューティ☆スマイル（2014年8月28日）　松井琴乃

## 出演

### テレビ
- 全力坂　檜坂、本氷川坂（2013年5月16・24日 テレビ朝日）　杉原枝利香
- アキバ☆TwinBox #3（2013年6月1日～6月30日 スカパー・アイドル専門チャンネルPigoo）
- つんつべ♂ 「競わせて三田」 ～真剣女の陣 ユニット対抗戦～（2013年6月6・13・20日 MXテレビ）
- GirlsNews～エンタメ！ #6（2013年9月1日～10月2日 スカパー・アイドル専門チャンネルPigoo）
- ワッチミー!TV×TV　「ワッチミーナ2014」（2013年10月6日～2014年1月5日 BSフジ）　青木郁
- GirlsNews～エンタメ！Β #4（2014年7月2日～8月2日 スカパー・アイドル専門チャンネルPigoo）
- ミューサタ（2014年7月26日・8月2日 フジテレビ）　「茜色」MV
- GirlsNews～エンタメ！ #17（2014年8月3日～9月2日 スカパー・アイドル専門チャンネルPigoo）
- Idolファンタジー #1 （2014年10月13日～10月31日 スカパー・アイドル専門チャンネルPigoo）　佐藤美海
- Idolファンタジー #2 （2014年11月3日～11月30日 スカパー・アイドル専門チャンネルPigoo）　佐藤美海
- 第二回アイドル紅白歌合戦 （2014年12月30日 TOKYO MX2）

### 映画
- 男女大戦（ポーラーサークル〜未知なる漫画家オムニバス）（2013年 タイム涼介監督）　松井琴乃
- 進撃の巨人（2015年 樋口真嗣監督）　杉原枝利香

### 舞台
- 衝撃ジョー!!! きだともかず演出（2013年1月31日 - 2月3日 中野ウエストエンドスタジオ）　草野亜希子
- へなちょこヴィーナス 宇治川まさなり演出（2013年4月17日 - 21日 TACCS1179）　杉原枝利香・中山まゆ・平田玲奈・深山由美恵
- トラブルブックマーカー 扇田賢演出（2013年6月19日- 6月23日）野崎あかり
- 鬼切姫外伝 -承前- 大江崇允演出（2014年2月19日 - 21日 北沢タウンホール）　大野一二三・草野亜希子・佐藤美海・杉原枝利香・中山まゆ
- MUSICAL ファンタジープラネット ―アリスとシンデレラの冒険― 宇治川まさなり演出（2014年11月6日 - 9日 六行会ホール）　佐藤美海（卒業メンバー・宮武真央共演）

### ゲーム
- 結成！Liveアイドル魂（スマホアプリ　2014年　グローバルスクエア）

### ネット配信
- DiNityダンス隊のなんちゃらかんちゃら！（2013年　DMMライブトーク）　終了
- DiNityのやるっきゃない！（2013年　ニコニコ生放送／Ustream）　終了
- I LOVE DiNity' OK（2014年-　SHOWROOM）
- DiNityの！わくわくキャスLand☆（2014年-　ツイキャス）　ライブ時不定期

## ライブ・イベント
- 下北沢ＳＭＫ劇場定期公演（毎週土曜17：30～）
- a-nation island リゾートエリア内 island stage（2013年8月7日 国立代々木競技場第一/第二体育館）
- ワンマンライブ 年末サムライムナイト☆ 二部（2013年12月29日 渋谷DESEO）
- サムライムDay＆Night ☆DiNity 2nd ワンマンライブ！（2014年6月22日 新大久保SHOWBOX）
- 瀬長島ガールズ・ポップ・フェスティバル2014（2014年7月5・6日 沖縄県豊見城市瀬長島）
- サムライムDay＆Night DiNity活動休止ワンマン FOREVER SMILE☆（2015年1月31日 六本木morph-tokyo）